# Анурадха Рой
Анурадха Рой (на английски: Anuradha Roy) е индийска журналистка, книгоиздателка и писателка, авторка на бестселъри в жанра съвременен любовен роман.

## Биография и творчество
Анурадха Рой е родена през 1967 г. в Калкута, Западен Бенгал, Индия. Отраства предимно в Хайдерабад, където завършва средно образование в гимназия „Насър“. Пише от ученическите си години. Завършва английска филология в Президенси Колидж на Университета на Калкута и колежа Ню Хол на Кеймбриджкия университет.
След дипломирането си работи като журналист, като нейни материали и литературна критика са публикувани в „Аутлук“, „Индия Тудей“, „Аутлук Тревълър“, „Нешънъл Джеографик Тревълър“, „Библио“, „Телеграф“, „Индиън Експрес“ и „Хинду“. Работи като редактор и дизайнер в независимото издателство за документалистика и академична литература „Пърмънент Блек“, което съучредява през 2000 г. и управлява заедно със съпруга си Рукун Адвани.
Първоначално пише документални книги. Първата от тях, Patterns of Feminist Consciousness in Indian Women Writers, е публикувана през 1999 г. През 2004 г. писателката печели наградата „Пикадор Аутлук“ за нехудожествена литература.
Първият ѝ роман „Атлас на невъзможния копнеж“ е публикуван през 2008 г. Той е поетична драма за живота в голямо индийско семейство. В него попада момче, което се сприятелява с една от дъщерите на рода. Нейният баща не желае да приеме тяхната любов и се намесва, но изпитанията са само проверка за тяхната любов. Книгата става бестселър и е преведена на повече от 15 езика по света. Номинирана е за награди.
През 2011 г. е публикуван вторият ѝ роман The Folded Earth, който е удостоен с наградата „Кросуърд“, а през 2015 г. романът ѝ Sleeping on Jupiter удостоен с наградата DSD за южноазиатска литература.
Анурадха Рой живее със семейството си предимно в Раникет, Индия.

## Произведения

### Самостоятелни романи
- An Atlas of Impossible Longing (2008)
„Атлас на невъзможния копнеж“, изд.: Унискорп, София (2015), прев. Михаела Михайлова
- The Folded Earth (2011)
- Sleeping on Jupiter (2015)

### Сборници
- First Proof (2005) – с още 30 автора

### Документалистика
- Patterns of Feminist Consciousness in Indian Women Writers (1999)
- Immolating Women: A Global History Of Widow Burning From Ancient Times To The Present (2006) – с Йорг Фиш и Рекха Камат Раджан
- Cultural Communism in Bengal 1936 – 1952 (2015)